# Chiến dịch Hoài Hải
Cộng hòa Nhân dân Trung Hoa gọi là chiến dịch Hoài Hải, Trung Hoa Dân Quốc gọi là Từ Bạng hội chiến là một trong ba chiến dịch quân sự lớn nhất trong thời kỳ Quốc Cộng nội chiến lần thứ hai mà phía Trung Hoa cộng sản gọi là chiến tranh giải phóng. Chiến dịch diễn ra bắt đầu từ ngày 6 tháng 11 năm 1948 đến ngày 10 tháng 1 năm 1949 kết thúc, diễn ra tại Từ Châu, Hải Châu (cảng Liên Vân), Thương Khâu, Lâm Thành (nay là Tảo Trang Liên thành), phía nam sông Hoài Giang, tổng cộng 64 ngày. Quân giải phóng nhân dân Trung Quốc tại Trung Nguyên đã giành thắng lợi quyết định đánh bại hoàn toàn quân chủ lực của chính phủ Nam Kinh.

## Hoàn cảnh
Ngày 24 tháng 9 năm 1948, dã chiến quân Hoa Đông giải phóng Tế Nam. Tư lệnh viên và chính ủy Túc Dụ kiến nghị quân ủy trung ương đảng Cộng sản Trung Quốc nhân đà thắng lợi tiến công Hoài Dương, Hoài An, Bảo Ứng, Hải Châu, Liên Vân cảng. Mục đích tiêu diệt quân phòng thủ Từ Châu của Hoàng Bá Thao, Khâu Thanh Tuyền và Lý Di. Dã chiến quân Hoa Đông tại Tế Nam, Sơn Đông và Dĩ Nam, Giám Ngân và Giang Tô chỉnh đốn lực lượng chuẩn bị khai chiến.
Sau khi chiến dịch Liêu Thẩm thất bại hoàn toàn, quân Quốc dân đảng mất tinh thần chiến đấu. Tưởng Giới Thạch dự cảm chiến sự tại Đông Bắc thất bại hoàn toàn. Ông dự đoán dã chiến quân Trung Nguyên có khả năng tiến công Trịnh Châu, cùng với dã chiến quân Hoa Đông tại Giang Hoài hội hợp tăng cường lực lượng tại Trung Nguyên. Quân Quốc dân đảng tập kết 5 quân đoàn tại trung tâm Từ Châu Giang Tô, lợi dụng địa hình thung lũng thiết lập phòng tuyến phòng thủ tại Hải Châu, Giám Thành, Bạng Phụ, Thương Khâu. Chuẩn bị lực lượng chống lại quân giải phóng tiến công.

## Diễn biến
Chiến dịch Hoài Hải được chia thành 3 giai đoạn:

### Giai đoạn 1
Ngày 6 tháng 11 năm 1948, dã chiến quân Hoa Đông (thuộc quân giải phóng) phân binh tiến xuống phía nam. Ngày 8, tướng lĩnh quân Quốc dân đảng Hà Cơ Phong và Trương Khắc Hiệp lãnh đạo 2 vạn quân khởi nghĩa theo cách mạng. Ngày 10, quân giải phóng chia quân bao vây phòng tuyến Từ Châu của Hoàng Bá Thao. Trải qua hơn 10 ngày ác chiến quyết liệt, đến ngày 22, hơn 10 vạn quân Quốc dân đảng bị tiêu diệt. Trong tình thế bị bao vây, Hoàng Bá Thao tự sát. Dã chiến quân Trung Nguyên phối hợp tác chiến công phá phòng tuyến Từ Châu, Bạng Phụ. Ngày 16, Túc huyện được giải phóng, hoàn thành việc bao vây Từ Châu. Sau đó, quân ủy trung ương Đảng Cộng sản Trung Quốc quyết định do Lưu Bá Thừa, Trần Nghị, Đặng Tiểu Bình, Túc Dụ, Đàm Chấn Lâm tổ chức thành đảng ủy tiền phương, Đặng Tiểu Bình làm bí thư đảng ủy, thống nhất chỉ huy chiến dịch Hoài Hải.

### Giai đoạn 2
Sau khi quân đoàn số 7 của quân Quốc dân đảng bị tiêu diệt. Ngày 23 tháng 11, tại Tây Nam Túc huyện dã chiến quân Trung Nguyên bao vây Song Đôi Tập. Hoàng Duy dẫn quân đoàn số 2 đến cứu viện Song Đôi Tập (quân đoàn Hoàng Duy trực thuộc sự chỉ huy của Bạch Sùng Hy). Tuy nhiên giữa Bạch Sùng Hy và Tưởng Giới Thạch lại mâu thuẫn trầm trọng về phương án tác chiến. Ngày 28 tháng 11, Tưởng Giới Thạch áp lực phải ra lệnh quyết định rút quân khỏi phòng tuyến Từ Châu. Tổng tư lệnh phòng thủ Từ Châu là Lưu Trĩ rút quân đến Bạng Phụ, phó tư lệnh Đỗ Duật Minh ở lại chỉ huy phòng thủ Từ Châu. Ngày 1 tháng 12, quân Quốc dân đảng tại tây nam Từ Châu đào thoát. Ngày 4 tháng 12,  dã chiến quân Hoa Đông truy kích quân đội Quốc Dân đảng. Ngày 6 tháng 12, quân đội của tướng Tôn Nguyên Lương bị bao vây tiêu diệt, Tôn Nguyên Lương tự thân đào thoát. Cùng ngày dã chiến quân Trung Nguyên và dã chiến quân Hoa Đông tập hợp lực lượng để phản công quân giải phóng. Trải qua ác chiến, đến ngày 15 quân giải phóng tiêu diệt hơn 12 vạn quân Quốc Dân đảng, giải phóng Từ Châu. Ngày 5 tháng 12, quân giải phóng mở chiến dịch Bình Tân phối hợp với chiến dịch Hoài Hải.

### Giai đoạn 3
Từ ngày 6 tháng 1 năm 1949, dã chiến quân Hoa Đông bao vây quân đội của Đỗ Duật Minh. Qua 4 ngày ác chiến, đến ngày 10 tháng 1 quân giải phóng đã tiêu diệt toàn quân đội của Khâu Thanh Truyền, Lý Di hơn 30 vạn quân. Khâu Thanh Truyền tự sát, Lý Di đào thoát, Đỗ Duật Minh bị bắt. Quân giải phóng đã giành thắng lợi quyết định tiêu diệt toàn bộ chủ lực quân Quốc dân đảng tại Trung Nguyên.

## Kết quả
Quân giải phóng nhân dân Trung Quốc tại Trung Nguyên đã giành chiến thắng quyết định, đánh bại hoàn toàn chủ lực quân Quốc dân đảng tại vùng Hoa Đông và Trung Nguyên. Ngay cả Tưởng Giới Thạch cũng phải may mắn thoát thân bằng máy bay. Hơn 55,5 vạn quân Quốc dân đảng và hơn 12 vạn quân Đảng Cộng sản đã bị thương vong trong trận đánh này. Hệ thống phòng thủ của quân Quốc dân đảng tại Trung Nguyên và Hoa Nam đều bị quân giải phóng đánh chiếm. Kết quả của chiến dịch Hoài Hải cũng với chiến dịch Liêu Thẩm trước đó và chiến dịch Bình Tân đã quyết định số phận của chiến tranh mà phần thắng đã nghiêng về quân giải phóng Trung Quốc.